# Починок (п/о Глебово)
В том числе ещё две деревни в таким названием есть в том же сельском поселении: одна из них находится существенно севернее в Погорельском сельском округе, другая расположена неподалёку от предмета данной статьи, но южнее, вблизи железной дороги Рыбинск—Сонково, между станциями Кобостово и Тихменево, отличается почтовым адресом, так как обслуживается другим почтовым отделением.
Починок — деревня в Глебовском сельском округе Глебовского сельского поселения Рыбинского района Ярославской области.
Деревня расположена к югу от автомобильной дороги Рыбинск—Глебово, в 1 км к юго-востоку от расположенной на этой дороге деревни Мархачево. Деревня стоит на небольшом поле в окружении лесов. На расстоянии около 1 км к востоку от деревни находятся верховья реки Юга. К югу от Починка за небольшой рощей расположена деревня Ковыкино. К югу от Ковыкино на расстоянии 1,5 км стоит деревня Добрино, за ней протекает река Кормица, а на другом её берегу стоит ещё одна деревня с названием Починок.
Деревня Починок указана на плане Генерального межевания Рыбинского уезда 1792 года.
В данных о численности населения в деревне на 1 января 2007 года деревни Починок приведены без отличительных признаков, в одной деревне 4 постоянных жителя, в другой жителей нет. Деревню обслуживает почтовое отделение, расположенное в центре сельского поселения, селе Глебово.